# Cyclocross-Weltmeisterschaften 1951
Die Cyclocross-Weltmeisterschaften 1951 wurden am 18. Februar in Luxemburg ausgetragen. Es starteten Radrennfahrer aus sieben Ländern. Schauplatz war das Waldgebiet Baumbusch im Ortsteil Mühlenbach, wo 1947 schon das Critérium international de cyclo-cross organisiert worden war.

## Ergebnisse
| Platz | Land       | Sportler        |
| ----- | ---------- | --------------- |
| 1     | Frankreich | Roger Rondeaux  |
| 2     | Frankreich | André Dufraisse |
| 3     | Frankreich | Pierre Jodet    |